# Llanero

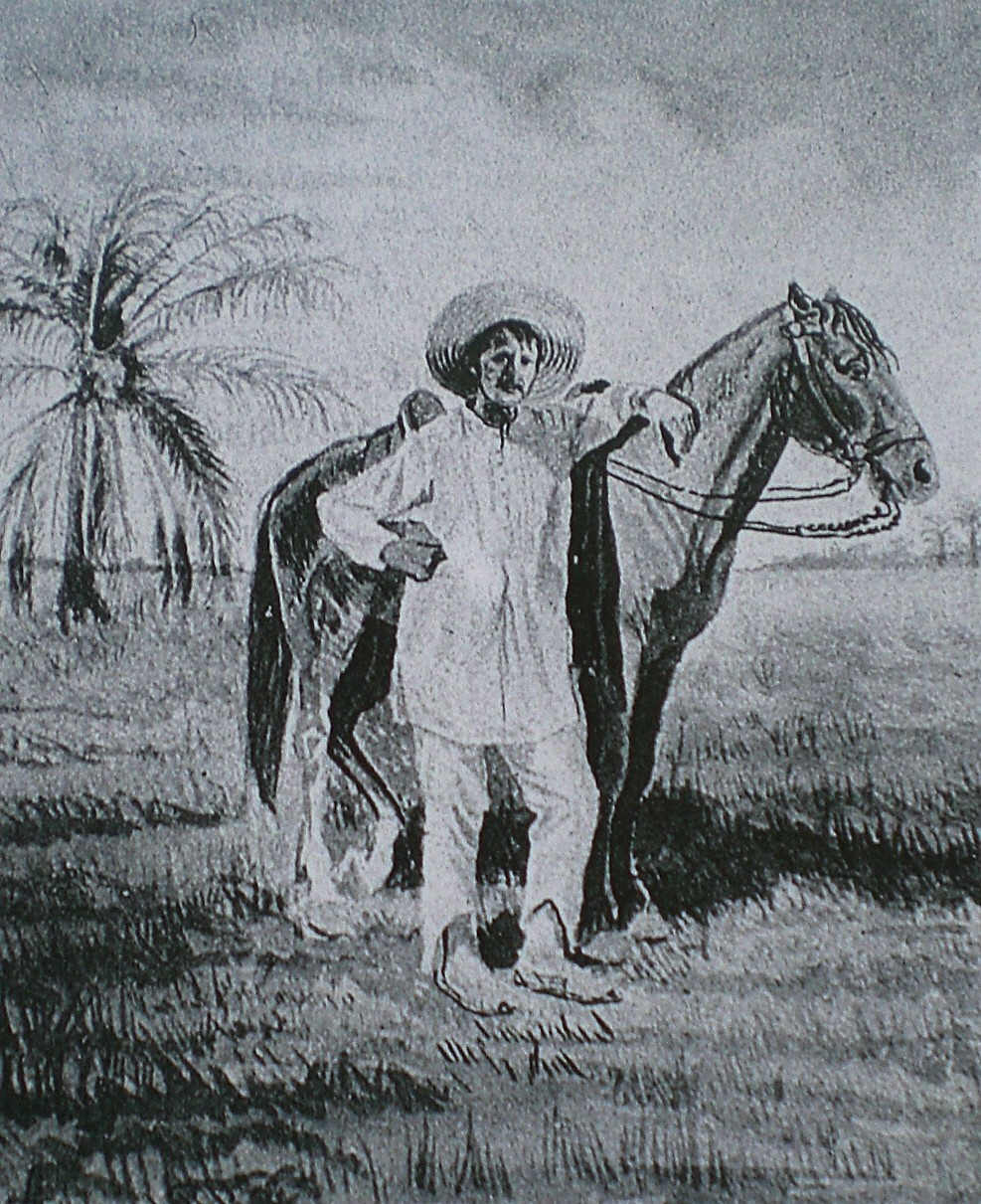
Venezolanischer Llanero im 19. Jahrhundert

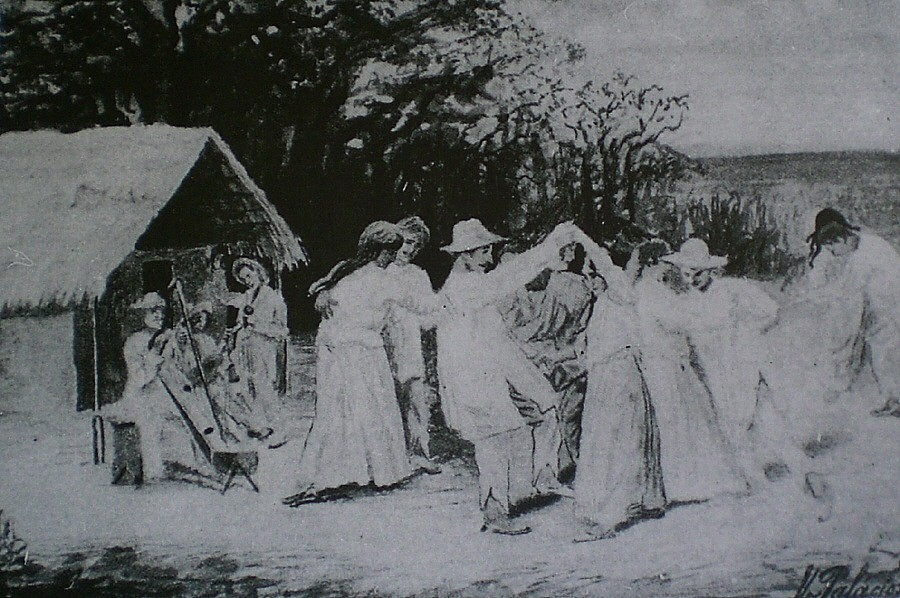
Der Joropo wird auf den venezolanischen Ebenen getanzt

Die Llaneros (Bewohner der Ebene) sind in erster Linie die südamerikanischen Viehhirten der Orinocoebene, die auf kolumbianischem und venezolanischem Gebiet liegt. Der Begriff wird bisweilen auch für andere Viehhirten verwendet wie die Huasos in Chile, die mexikanischen Charros, die Qorilazos aus Peru und für die Cowboys (auch Vaqueros) aus den USA und entsprechend für die Gauchos in Argentinien beziehungsweise Uruguay.
Mit der Gründung der ersten spanischen Kolonialstädte im äußersten Norden Südamerikas (Cumaná 1515, Santa Marta 1525, Coro 1527, Maracaibo 1529, Cartagena 1533, Bogotá 1538, El Tocuyo 1545, Pamplona 1549, Caracas 1567, Carora 1569) gelangten entlaufene Weidetiere in die offenen Savannenlandschaften der Llanos, wo sie sich prächtig vermehrten. Bereits 100 Jahre später wird von riesigen Rinder- und Pferdeherden berichtet. Dies war der Beginn der Llanero-Kultur, deren Träger sich vor allem aus Mestizen, Indianern und ehemaligen schwarzen Sklaven zusammensetzte.
In den venezolanischen Unabhängigkeitskriegen (1810–1823) spielten sie eine wichtige Rolle in der Miliz von José Tomás Boves, die die spanische Vorherrschaft im Lande verteidigte. Für die Llaneros maßgeblich war dabei allerdings das Motiv, dass Boves zumindest verbal auch einen sozialrevolutionären Ansatz vertrat, der sich gegen die privilegierten Schichten der indigenen Herren wandte („Das Land der Weißen für die Farbigen!“). Andererseits konnte sich auch Simón Bolívars Unabhängigkeitsbewegung 1813 auf einige hundert Llaneros stützen.